# Heinrich Rust (Kaufmann)
Heinrich Rust (* 7. September 1678 in Hamburg; † 1. September 1757 in Lübeck) war ein deutscher Kaufmann, Ratsherr und Bürgermeister der Hansestadt Lübeck.

## Leben
Heinrich Rust war Sohn des Hamburger Kaufmanns Nikolaus Rust († 1680). Er besuchte die Schule des Rechenmeisters Valentin Heins, erlernte den Kaufmannsberuf und trat 1705 in das Geschäft seines Schwiegervaters, des Ratsherrn Johann Richard von der Hardt, in Lübeck ein. 1714 übernahm er das Handelsgeschäft allein. Während sein Schwiegervater der Korporation der Gewandschneider angehört hatte, wurde Rust Mitglied der Lübecker Schonenfahrer. Er wurde 1731 in den Rat der Stadt erwählt und dort als Ratsherr 1743 zu einem der Bürgermeister bestimmt. In seine Amtszeit als Ratsherr fällt die von der Bürgerschaft erzwungene Selbstergänzung des Lübecker Rates 1739. Um 1745 war Rust Vorsteher des Heiligen-Geist-Hospitals und ließ gemeinsam mit Heinrich Balemann, Hermann Woldt und Mattheus Rodde als Vorstehern die große Glocke des Heiligen-Geist-Hospitals durch den Ratsgießer Lorenz Strahlborn bzw. dessen Sohn Dietrich umgießen. Er war ab 1753 Vorsteher der Lübecker Marienkirche, in der er auch begraben wurde. Sein Grabstein dort ist nicht mehr nachweisbar, aber in der älteren Literatur noch beschrieben.